# Aphodius plagiatus
Aphodius plagiatus is een keversoort uit de familie van de bladsprietkevers (Scarabaeidae). De wetenschappelijke naam is gepubliceerd in 1758 door Linnaeus in de tiende editie van Systema naturae.